# Kenji Yoshida
Kenji Yoshida (jap. 吉田 健二 Yoshida Kenji; ur. 1 stycznia 1935) – japoński producent oraz scenarzysta anime. W 1962 roku razem z braćmi założył studio Tatsunoko Production.

## Wybrana filmografia

### Produkcja
- 1972: Pinokio
- 1973: Zielone żabki
- 1981: W Królestwie Kalendarza
- 1981: Gigi
- 1982: Latający Dom
- 1984: Starzan
- 1996: Kopciuszek

### Scenariusz
- 1983: Anette
- 1989: Księga dżungli